# Thyrsanthera suborbicularis
Thyrsanthera es un género monotípico perteneciente a la familia de las euforbiáceas. Su única especie, Thyrsanthera suborbicularis, es originaria de Tailandia, Camboya y Vietnam.

## Descripción
Es un arbusto o árbol, monoico con indumento formado por pelos estrellados muy densos, y estípulas sésiles y pedunculadas. Las hojas caducifolias dispuestas en espiral, simples,  orbiculares a ovadas, coriáceas, simétricas, margen entero a crenado superficialmente, ápice redondeado. Inflorescencias en racimos terminales. Flores actinomorfas. Fruta en cápsula ligeramente lobulada, triangulares en sección transversal, por fuera densamente tomentosa, dentro glabras. Semillas cubiertas por una delgada, y translúcida sarcotesta.

## Propiedades
En la planta se ha descubierto un principio activo: un diterpeno con propiedades antiinflamatorias.

## Taxonomía
Thyrsanthera suborbicularis fue descrita por Pierre ex Gagnep. y publicado en Bulletin de la Société Botanique de France 71: 878. 1924.